# 双鱼座53
双鱼座53（双鱼座AG，53 Psc）是双鱼座的一颗恒星，视星等为+5.88，距离地球约1000光年。它是一颗仙王β型变星。